# Sony NEX-3

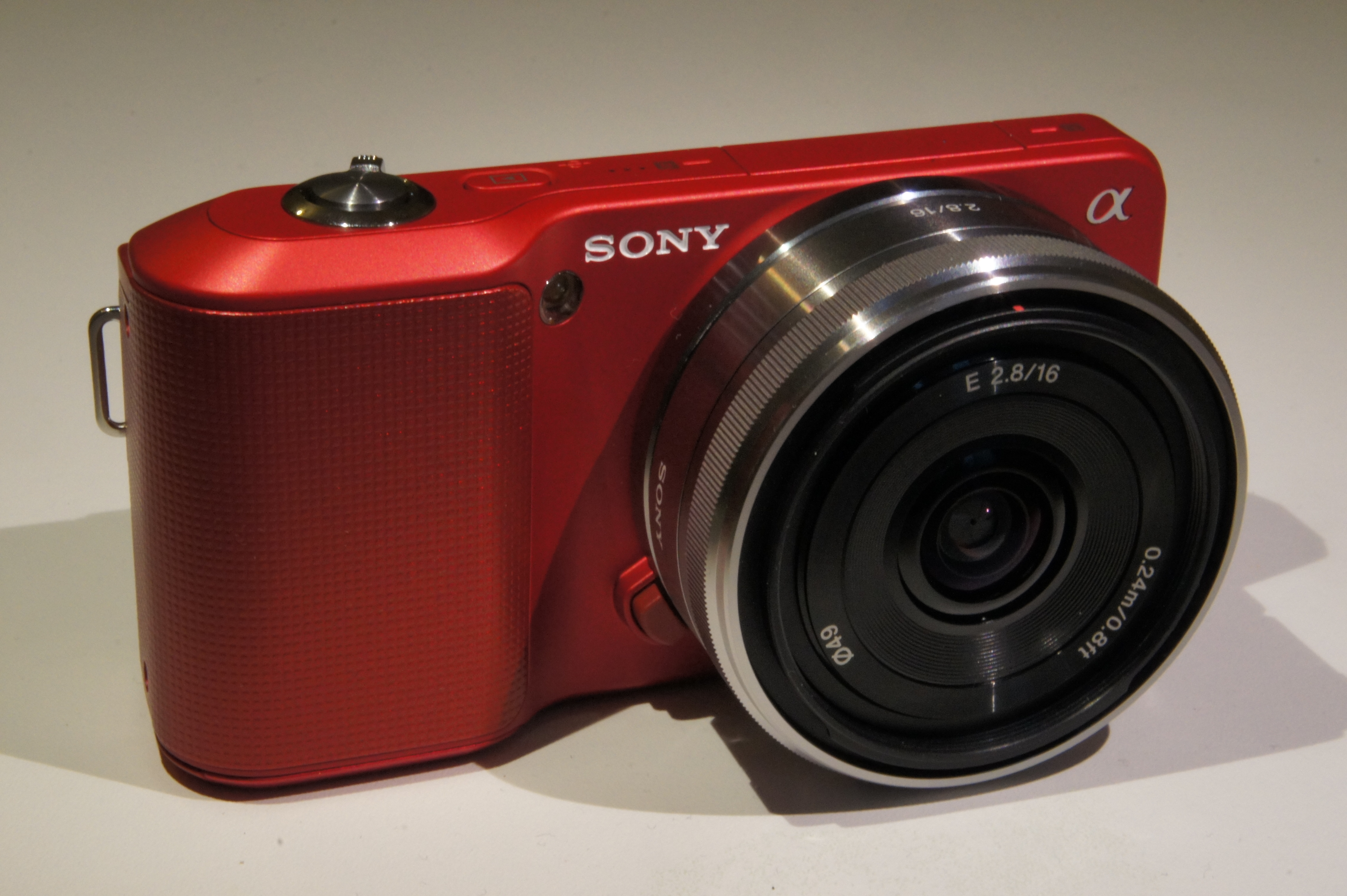
Красный NEX-3 с 16-мм объективом-«блинчиком»

Sony NEX-3 - беззеркальная камера семейства NEX. NEX-3, наряду с NEX-5, первая модель семейства NEX, первая камера с байонетом E и первый беззеркальный фотоаппарат «Сони». Оба фотоаппарата представлены 11 мая 2010 года.

## Описание
Обладает пластиковым корпусом несколько большего размера и массы, чем металлический корпус NEX-5. Возможности съёмки видео ограничиваются записью HD-роликов. В остальном характеристики NEX-3 и NEX-5 совпадают.
Фотоаппарат оснащён 14-мегапиксельной матрицей с диапазоном чувствительности от 200 до 12.800 ISO. Скорость съёмки составляет 2,3 кадра в секунду в обычном режиме, 7 кадров в секунду в режиме приоритета скорости.
ЖК-дисплей камеры имеет диагональ 7,5 см (3 дюйма) и разрешение 920.000 пикселов. Угол поворота: 80° вверх и 45° вниз. Компактная вспышка поставляется в комплекте и может быть установлена в специальный разъём. Варианты цветов корпуса — чёрный, серебристый и красный
Стандартным объективом является 18-55mm F/3.5-5.6 (SEL1855) с системой стабилизации изображения. Рекомендуемая стоимость в комплекте с этим объективом на момент появления фотоаппарата составляла 600 долларов США.